# Deutsche Gedichte und ihre Interpretationen
Deutsche Gedichte und ihre Interpretationen ist eine Sammlung deutschsprachiger und seit dem 4. Oktober 2014 auch fremdsprachiger, ins Deutsche übertragener Gedichte mit Interpretationen, die von Marcel Reich-Ranicki im Jahr 1974 begründet und bis zu seinem Tod im September 2013 fortgeführt wurde. 
Zunächst erschienen Gedicht und Interpretation in der Frankfurter Allgemeinen Zeitung und wurden dann in Jahresbänden unter dem Titel Frankfurter Anthologie (erstmals 1976, letztmals 2017) zusammengefasst. Zweimal erschienen mehrbändige Kompilationen unter dem Titel Deutsche Gedichte und ihre Interpretationen. 

## 1000 Deutsche Gedichte und ihre Interpretationen
in 10 Bänden herausgegeben von Marcel Reich-Ranicki, Frankfurt am Main: Insel Verlag 1996 
- Band 1: Von Walther von der Vogelweide bis Matthias Claudius
- Band 2: Johann Wolfgang von Goethe
- Band 3: Von Friedrich von Schiller bis Joseph von Eichendorff
- Band 4: Von Heinrich Heine bis Friedrich Nietzsche
- Band 5: Von Arno Holz bis Rainer Maria Rilke
- Band 6: Von Georg Trakl bis Gottfried Benn
- Band 7: Von Bertolt Brecht bis Marie Luise Kaschnitz
- Band 8: Von Peter Huchel bis Paul Celan
- Band 9: Von Erich Fried bis Hans Magnus Enzensberger
- Band 10: Von Sarah Kirsch bis heute.

## 1400 Deutsche Gedichte und ihre Interpretationen
in 12 Bänden herausgegeben von Marcel Reich-Ranicki, Frankfurt am Main und Leipzig: Insel Verlag 2002 
- Band 1: Walther von der Vogelweide – Matthias Claudius
- Band 2: Johann Wolfgang Goethe
- Band 3: Friedrich Schiller – Joseph von Eichendorff
- Band 4: Heinrich Heine – Theodor Storm
- Band 5: Theodor Fontane – Else Lasker-Schüler
- Band 6: Hugo von Hofmannsthal – Joachim Ringelnatz
- Band 7: Gottfried Benn – Nelly Sachs
- Band 8: Bertolt Brecht – Erich Kästner
- Band 9: Marie Luise Kaschnitz – Paul Celan
- Band 10: Erich Fried – Hans Magnus Enzensberger
- Band 11: Peter Rühmkorf – Volker Braun
- Band 12: Rolf Dieter Brinkmann – Durs Grünbein

## Verzeichnis
Alphabetisches Gesamtverzeichnis der Autoren und ihrer Gedichte von 1400 Deutsche Gedichte und ihre Interpretationen Bd. 1–12
- Abraham a Sancta Clara Bd. 1
  - Grabschrift der Alten (Hans Maier)
- Herbert Achternbusch Bd. 11
  - Wandert das Gelb (Jochen Jung)
- Ilse Aichinger Bd. 10
  - Briefwechsel (Gertrud Fussenegger)
  - Gebirgsrand (Heinz Politzer)
  - Nachruf (Michael Krüger)
  - Schneeleute (Walter Helmut Fritz)
  - Widmung (Hilde Spiel)
  - Winter, gemalt (Eckart Kleßmann)
  - Winterantwort (Walter Hinck)
- C. W. Aigner Bd. 12
  - Frösche in Wiepersborough (Sarah Kirsch)
- Hermann Allmers Bd. 5
  - Feldeinsamkeit (Gabriele Wohmann)
  - Heidenacht (Hermann Kunisch)
- Günther Anders Bd. 9
  - Sprachelegie (Günter Kunert)
- Ernst Moritz Arndt Bd. 3
  - Klage um den kleinen Jakob (Elisabeth Borchers)
- Achim von Arnim Bd. 3
  - Mir ist zu licht zum Schlafen (Gerhard Schulz)
  - Mit jedem Druck der Feder (Christa Melchinger)
  - Nur was ich liebe (Rolf Vollmann)
- Hans Arp Bd. 7
  - Bei grünem Leibe (Ludwig Harig)
  - Blatt um Feder um Blatt (Karl Krolow)
  - In einem Hause (Michael Hamburger)
- H. C. Artmann Bd. 10
  - den hintern sollte ich dir (Elisabeth Borchers)
  - ein reißbrett aus winter (Karl Krolow)
  - es zupft die mandoline (Barbara Frischmuth)
  - taprobane (Jochen Jung)
- Cyrus Atabay Bd. 10
  - Schutzfarben (Marie Luise Kaschnitz)
- Rose Ausländer Bd. 9
  - Ein Märchen (Walter Hinck)
  - Jerusalem (Horst Krüger)
  - Mein Venedig (Joseph Anton Kruse)
  - Paul Celans Grab (Karl Krolow)
  - Salzburg (Ulrich Weinzierl)
- Ingeborg Bachmann Bd. 10
  - Alle Tage (Thomas Anz)
  - An die Sonne (Peter von Matt)
  - Anrufung des Großen Bären (Wolfgang Leppmann)
  - Aria I (Helmut Koopmann)
  - Böhmen liegt am Meer (Hermann Burger)
  - Die gestundete Zeit (Hilde Spiel)
  - Eine Art Verlust (Jochen Hieber)
  - Fort mit dem Schnee (Werner Ross)
  - Harlem (Eva Demski)
  - Hinter der Wand (Gertrud Fussenegger)
  - Mein Vogel (Ludwig Harig)
  - Reklame (Walter Hinck)
  - Römisches Nachtbild (Ulla Hahn)
  - Wahrlich (Horst Bienek)
  - Was wahr ist (Ruth Klüger)
- Wolfgang Bächler Bd. 10
  - Erwartung (Werner Ross)
  - Nüsse (Hilde Domin)
- Hugo Ball Bd. 7
  - Die Erfindung (Ludwig Harig)
  - Intermezzo (Klaus-Peter Walter)
- Emil Barth Bd. 8
  - Kreuzweg (Joseph Anton Kruse)
- Kurt Bartsch Bd. 11
  - Abriß (Günter Kunert)
  - Die Leichenwäscherin ist tot (Peter Maiwald)
- Konrad Bayer Bd. 11
  - die oberfläche der vögel (Ursula Krechel)
- Johannes R. Becher Bd. 7
  - Auferstanden aus Ruinen (Hermann Kurzke)
  - Brecht und der Tod (Wolfgang Koeppen)
  - Erinnerungsbild (Kurt Oesterle)
  - Sommer (Peter Demetz)
  - Stein-Gesicht (Hans Christoph Buch)
  - Walt Disney (Günter Kunert)
- Jürgen Becker Bd. 11
  - Das Fenster am Ende des Korridors (Walter Hinck)
  - Gedicht, sehr früh (Walter Hinck)
  - Gedicht über Schnee im April (Harald Hartung)
- Richard Beer-Hofmann Bd. 5
  - Schlaflied für Mirjam (Peter Härtling)
- Gottfried Benn Bd. 7
  - Astern (Hermann Burger)
  - Das sind doch Menschen (Ludwig Harig)
  - Den jungen Leuten (Heinrich Detering)
  - Ebereschen (Ulrich Karthaus)
  - Ein Schatten an der Mauer (Wolfdietrich Rasch)
  - Einsamer nie – (Eckart Kleßmann)
  - Eure Etüden (Harald Hartung)
  - Fragmente (Heinz Ludwig Arnold)
  - Gedichte (Walter Hinck)
  - Herr Wehner (Hanspeter Brode)
  - Kann keine Trauer sein (Alexander von Bormann)
  - Kleine Aster (Uwe Kolbe)
  - Kommt – (Hartmut von Hentig)
  - Letzter Frühling (Walter Busse)
  - Mann und Frau gehen durch die Krebsbaracke (Peter Rühmkorf)
  - Melodie (Wolfgang Rothe)
  - Menschen getroffen (Günter Blocker)
  - Nachtcafe (Marian Szyrocki)
  - Nur zwei Dinge (Helmuth Kiesel)
  - Reisen (Dieter E. Zimmer/Horst Krüger)
  - Saal der kreißenden Frauen (Claus-Ulrich Bielefeld)
  - Satzbau (Ludwig Harig)
  - Schöne Jugend (Sibylle Wirsing)
  - Stilleben (Gershom Schocken)
  - Turin (Hans J. Fröhlich)
  - Von Bremens Schwesterstadt bis Sils Maria (Hermann Kunisch)
  - Was schlimm ist (Werner Ross)
  - Wirklichkeit (Michael Zeller)
  - Worte (Albert von Schirnding)
- Werner Bergengruen Bd. 7
  - Der Engel spricht (Klara Obermüller)
  - Die Flöte (Dominik Jost)
  - Die letzte Epiphanie (Matthias Wegner)
  - Die Lüge (Hanspeter Brode)
- Thomas Bernhard Bd. 11
  - Unten liegt die Stadt (Rüdiger Görner)
- F. W. Bernstein Bd. 11
  - Wachtel Weltmacht? (Robert Gernhardt)
- Horst Bienek Bd. 11
  - Berlin, Chausseestraße 125 (Walter Hinck)
  - Gartenfest (Rudolf Hartung)
- Otto Julius Bierbaum Bd. 5
  - Er entsagt (Hans Christoph Buch)
- Wolf Biermann Bd. 11
  - Ballade vom preußischen Ikarus (Walter Hinck)
  - Ermutigung (Beate Pinkerneil)
  - Kleines Lied von den bleibenden Werten (Ulrich Greiner)
  - Nachricht (Dieter E. Zimmer)
- Ernst Blass Bd. 7
  - Der Nervenschwache (Thomas Anz)
  - Kreuzberg (Günter Kunert)
  - Nachts (Günter Kunert)
- Johannes Bobrowski Bd. 9
  - Anruf (Werner Keller)
  - Bericht (Andreas F. Kelletat)
  - Der Muschelbläser (Harald Hartung)
  - Der Samländische Aufstand 1525 (Rudolf Jürgen Bartsch)
  - Dorfmusik (Gerhard Schulz)
  - Hölderlin in Tübingen (Hermann Burger)
  - Holunderblüte (Werner Keller)
  - Im Strom (Heinrich Detering)
  - Immer zu benennen (Jürgen Theobaldy)
  - J. S. Bach (Eckart Kleßmann)
  - Märkisches Museum (Sarah Kirsch)
  - Nänie (Eckart Kleßmann)
  - Namen für den Verfolgten (Siegfried Lenz)
- Ilona Bodden Bd. 11
  - Epitaph (Benno von Wiese)
- Paul Boldt Bd. 6
  - In der Welt (Marcel Reich-Ranicki)
  - Junge Pferde (Peter Härtling)
- Rudolf Borchardt Bd. 6
  - Auf die Rückseite eines Handspiegels (Ralph-Rainer Wuthenow)
  - Das Mädchen liest das Buch und spricht (Hans Christian Kosler)
- Elisabeth Borchers Bd. 10
  - Das Begräbnis in Bollschweil (Hilde Domin)
  - Die große Chance (Walter Hinck)
  - eia wasser regnet schlaf (Ulrich Greiner)
  - Herbst (Gert Ueding)
  - Ich betrete nicht (Jochen Hieber)
  - Von einer Stadt (Peter Wapnewski)
- Wolfgang Borchert Bd. 10
  - Antiquitäten (Günter Kunert)
  - In Hamburg (Matthias Wegner)
- Edwin Bormann Bd. 5
  - Kinderscene (Jürgen Stenzei)
- Nicolas Born Bd. 11
  - Das Erscheinen eines jeden in der Menge (Günter Kunert)
  - Dies Haus (Günter Kunert)
  - Drei Wünsche (Hans Christoph Buch)
  - Es ist Sonntag (Hadayatullah Hübsch)
  - Horror, Dienstag (Jürgen Theobaldy)
  - Vaterhaus (Wolfgang Werth)
- Rainer Brambach Bd. 9
  - Meine Vorfahren kamen nie vom Norden los (Kurt Marti)
- Thomas Brasch Bd. 12
  - Der schöne 27. September (Uwe Wittstock)
  - Lied (Cyrus Atabay)
  - Schlaflied für K. (Günter Kunert)
  - Vorkrieg (Reinhold Grimm)
- Volker Braun Bd. 11
  - Das Eigentum (Sibylle Wirsing)
  - Durchgearbeitete Landschaft (Peter Rühmkorf)
  - Tagtraum (Reinhold Grimm)
  - Zu Brecht. Die Wahrheit einigt (Wolfgang Werth)
- Bertolt Brecht Bd. 8
  - Ach, wie sollen wir die kleine Rose buchen? (Gerhard Schulz)
  - Als ich in weißem Krankenzimmer der Charite (Michael Hamburger)
  - Als ich nachher von dir ging (Marcel Reich-Ranicki)
  - An den Schwankenden (Jost Hermand)
  - An meine Landsleute (Wolfgang Werth)
  - Apfelböck oder die Lilie auf dem Felde (Ruth Klüger)
  - Auf einen chinesischen Theewurzellöwen (Wulf Segebrecht)
  - Auslassungen eines Märtyrers (Robert Gernhardt)
  - Das dreizehnte Sonett (Eckart Kleßmann)
  - Das erste Sonett (Eckhard Heftrich)
  - Das Lied von der Moldau (Elisabeth Borchers)
  - Das Schiff (Siegfried Melchinger)
  - Das zehnte Sonett (Werner Fuld)
  - Der Bauch Laughtons (Peter von Matt)
  - Der Blumengarten (Wulf Segebrecht/Carsten Gansel)
  - Der Gast (Wolfgang Rothe)
  - Der Kirschdieb (Werner Ross)
  - Der Pflaumenbaum (Wolfgang Brenneisen)
  - Der Radwechsel (Gabriele Wohmann)
  - Der Rauch (Gabriele Wohmann)
  - Deutschland 1952 (Friedrich Dieckmann)
  - Deutschland, du Blondes, Bleiches (Hanspeter Brode)
  - Die gute Nacht (Walter Jens)
  - Die Krücken (Rainer Kirsch)
  - Die Liebenden (Peter Wapnewski)
  - Die Maske des Bösen (Ludwig Harig)
  - Die Musen (Jan Knopf)
  - Die Pappel vom Karlsplatz (Walter Hinck)
  - Die Rückkehr (Wulf Segebrecht)
  - Die Wahrheit einigt (Wolfgang Werth)
  - Ein neues Haus (Helmut Koopmann)
  - Entdeckung an einer jungen Frau (Joseph Anton Kruse)
  - Erinnerung an die Marie A. (Marcel Reich-Ranicki)
  - Fragen eines lesenden Arbeiters (Jürgen Theobaldy)
  - Gegen Verführung (Horst Krüger)
  - Gemeinsame Erinnerung (Günter Kunert)
  - Glücklicher Vorgang (Harald Weinrich)
  - Großer Dankchoral (Thomas Anz)
  - Kinderhymne (Iring Fetscher)
  - Lied der Mutter über den Heldentod des Feiglings Wessowtschikow (Reinhard Baumgart)
  - Lob der Vergeßlichkeit (Jürgen Jacobs)
  - Maria (Hermann Kurzke)
  - Meine Mutter (Walter Hinck)
  - Morgens und abends zu lesen (Klara Obermüller)
  - O Falladah, die Du hangest! (Hilde Spiel)
  - O Lust des Beginnens (Reinhold Grimm)
  - Schlechte Zeit für Lyrik (Kurt Drawert)
  - Sieben Rosen hat der Strauch (Sibylle Wirsing)
  - Sonett (Harald Hartung)
  - Tannen (Volker Bohn)
  - Über das Lehren ohne Schüler (Günter Kunert)
  - Über Goethes Gedicht: »Der Gott und die Bajadere« (Norbert Mecklenburg)
  - Über induktive Liebe (Reinhold Grimm)
  - Über Kleists Stück »Der Prinz von Homburg« (Joachim Kaiser)
  - Über Schillers Gedicht »Die Bürgschaft« (Helmut Koopmann)
  - Vergnügungen (Harald Weinrich)
  - Vom armen B. B. (Peter Demetz)
  - Vom ertrunkenen Mädchen (Hans-Ulrich Treichel)
  - Vom Sprengen des Gartens (Walter Hinderer)
  - Von den verführten Mädchen (Doris Runge)
  - Von der Freundlichkeit der Welt (Thomas Anz)
  - Von der Willfährigkeit der Natur (Hans-Harald Müller)
  - Wechsel der Dinge (Iring Fetscher)
  - Weihnachtslegende (Barbara Frischmuth)
  - Zufluchtsstätte (Walter Hinck)
- Clemens Brentano Bd. 3
  - Ein Becher voll von süßer Huld (Hermann Kurzke)
  - Geheime Liebe (Rüdiger Görner)
  - O schweig nur Herz! (Hanns Grössel)
  - Über eine Skizze (Gerhard Schulz)
  - Valerias Lied (Walter Hinck)
  - Was reif in diesen Zeilen (Walter Helmut Fritz)
  - Wenn der lahme Weber (Werner Ross)
  - Wiegenlied (Egon Schwarz)
- Rolf Dieter Brinkmann Bd. 12
  - Einer jener klassischen (Michael Zeller)
  - Hölderlin-Herbst (Wolfgang Rothe)
  - Oh, friedlicher Mittag (Uwe Wittstock)
  - Trauer auf dem Wäschedraht… (Undine Gruenter)
- Georg Britting Bd. 7
  - Das weiße Bett (Heinz Piontek)
  - Vorfrühling (Harald Hartung)
- Hermann Broch Bd. 7
  - Diejenigen, die im kalten Schweiß (Paul Michael Lützeier)
  - Kulinarisches Liebeslied (Heinz Politzer)
- Barthold Hinrich Brockes Bd. 1
  - Der gestirnte Baum (Eckart Kleßmann)
  - Gedanken bey dem Fall der Blätter im Herbst (Eckart Kleßmann)
  - Kirsch-Blüte bey der Nacht (Hermann Glaser)
- Gottfried August Bürger Bd. 1
  - Mollys Abschied (Guntram Vesper)
  - Naturrecht (Heinz Politzer)
- Hermann Burger Bd. 12
  - Eiszeit (Klara Obermüller)
  - Koryphäen und Koniferen (Sabine Doering)
  - Kranzdeponie (Rüdiger Görner)
- Erika Burkart Bd. 10
  - Flocke um Flocke (Hermann Burger)
- Wilhelm Busch Bd. 5
  - Sahst du das wunderbare Bild vom Brouwer? (Gert Ueding)
  - Tröstlich (Christa Rotzoll)
- Christine Busta Bd. 9
  - Am Rande (Gertrud Fussenegger)
  - Signale (Heinz Piontek)
- Hans Carossa Bd. 6
  - Heimliche Landschaft (Ludwig Harig)
- Paul Celan Bd. 9
  - Anabasis (Jürgen Theobaldy)
  - Assisi (Ruth Klüger)
  - Auf Reisen (Hans-Ulrich Treichel)
  - Bei Wein und Verlorenheit (Christoph Perels)
  - Das Fremde (Erich Fried)
  - Die längst Entdeckten (Helmut Koopmann)
  - Ein Knirschen von eisernen Schuhn (Eckart Kleßmann)
  - Großes Geburtstagsblaublau mit Reimzeug und Assonanz (Wulf Segebrecht)
  - In Ägypten (Eckart Kleßmann)
  - In memoriam Paul Eluard (Karl Krolow)
  - In Prag (Rolf Schneider)
  - Keine Sandkunst mehr (Martin Lüdke)
  - Sprachgitter (Ludwig Harig)
  - Todesfuge (Peter von Matt)
  - Tübingen, Jänner (Walter Hinck)
  - Und Kraft und Schmerz (Harald Weinrich)
  - Weggebeizt (Hermann Burger)
  - Wir lagen (Horst Bienek)
- Adelbert von Chamisso Bd. 3
  - Der ausgewanderte Pole (Karl Dedecius)
  - Der Invalid im Irrenhaus (Hans Christoph Buch)
  - Tragische Geschichte (Peter von Matt)
- Resi Chromik Bd. 12
  - Christian (Erich Trunz)
- Matthias Claudius Bd. 1
  - Abendlied (Eckart Kleßmann)
  - An – als ihm die — starb (Walter Hinck)
  - Der Frühling. Am ersten Maimorgen (Ludwig Harig)
  - Der Mensch (Günter Kunert)
  - Der Tod (Hermann Kesten)
  - Der Tod und das Mädchen (Thomas Anz)
  - Kriegslied (Peter von Matt)
- Heinz Czechowski Bd. 11
  - Ewald Christian von Kleist (Peter Maiwald)
  - Notiz für U. B. (Günter Kunert)
- Daniel Czepko Bd. 1
  - Wo Freiheit ist (Albrecht Schöne)
- Simon Dach Bd. 1
  - An hn. ober-marschallen Ahasv. von Brandt, daß sein gehalt erfolgen möge (Wilhelm Kühlmann)
  - Die Sonne rennt mit prangen (Wulf Segebrecht)
- Edwin Wolfram Dahl Bd. 10 
  - Fontana di Trevi (Marie Luise Kaschnitz)
- Max Dauthendey Bd. 5
  - Drinnen im Strauß (Ludwig Harig)
- Franz Josef Degenhardt Bd. 11
  - Die alten Lieder (Klaus-Peter Walter)
- Richard Dehmel: Bd. 5
  - Fitzebutze (Matthias Wegner)
  - Manche Nacht (Peter Rühmkorf)
- Friedrich Christian Delius Bd. 12
  - Chinesisch essen (Egon Schwarz)
  - Junge Frau im Antiquitätenladen (Michael Zeller)
- Dietmar von Aist Bd. 1
  - Ez stuont ein frouwe alleine (Gert Kaiser)
  - Släfest du, vriedel ziere? (Joachim Bumke)
- Heimito von Doderer Bd. 8
  - Auf die Strudlhofstiege zu Wien (Gerhard Kaiser)
- Felix Dörmann Bd. 5
  - Was ich liebe (Ernst Jandl)
- Hilde Domin Bd. 9
  - Alternative (Hans Christian Kosler)
  - Bitte (Elisabeth Noelle-Neumann)
  - Brennende Stadt (Beirut) (Erich Fried)
  - Kleine Buchstaben (Karl Krolow)
  - Köln (Walter Hinck)
  - Linke Kopfhälfte (Gertrud Fussenegger)
  - Rückzug (Sebastian Kleinschmidt)
  - Tokaidoexpreß (Helmut Koopmann)
  - Wer es könnte (Walter Helmut Fritz)
- Ulrike Draesner Bd. 12
  - schnabelheim (Hermann Kurzke)
- Kurt Drawert Bd. 12
  - … zum deutschen Liedgut (Günter Kunert)
- Annette von Droste-Hülshoff Bd. 4
  - Am Turme (Ruth Klüger)
  - An *** (Harald Hartung)
  - An meine Mutter (Rolf Schneider)
  - Auf hohem Felsen lieg’ ich hier (Joseph Anton Kruse)
  - Das Spiegelbild (Dieter Borchmeyer)
  - Die Steppe (Wolfgang Koeppen)
  - Die Taxuswand (Ulla Hahn)
  - Guten Willens Ungeschick (Jürgen Jacobs)
  - Im Grase (Günter Blocker)
  - Locke nicht (Wilhelm Gössmann)
- Friedrich Dürrenmatt Bd. 10
  - Kronenhalle (Heinz Ludwig Arnold)
  - Siriusbegleiter (Peter von Matt)
- Marie von Ebner-Eschenbach Bd. 5
  - Ein stummer Vorwurf (Helmuth Nürnberger)
- Albert Ehrenstein Bd. 7
  - Du mußt zur Ruh (Peter Engel)
- Clemens Eich Bd. 12
  - Als ich dich umbrachte, Indianerbruder (Ulrich Greiner)
- Günter Eich Bd. 9 
  - Abgelegene Gehöfte (Christoph Perels)
  - Augenblick im Juni (Albert von Schirnding)
  - Betrachtet die Fingerspitzen (Ludwig Harig)
  - Briefstelle (Christa Melchinger)
  - Der Große Lübbe-See (Rudolf Jürgen Bartsch)
  - Ende eines Sommers (Eckart Kleßmann)
  - Fußnote zu Rom (Gerhard Kaiser)
  - Gespräche mit Clemens (Clemens Eich)
  - Herrenchiemsee (Elisabeth Borchers)
  - Hoffnungen (Günter Kunert)
  - Inventur (Hans-Ulrich Treichel)
  - Kleine Reparatur (Hans Christoph Buch)
  - Königin Hortense (Eckart Kleßmann)
  - Nachhut (Dieter E. Zimmer)
  - Tage mit Hähern (Hans-Ulrich Treichel)
  - Wildwechsel (Ingrid Bacher)
  - Zu spät für Bescheidenheit (Horst Bienek)
  - Zum Beispiel (Hans Egon Holthusen)
- Joseph von Eichendorff Bd. 3
  - An A … (Hermann Kunisch)
  - Der Abend (Gertrud Fussenegger)
  - Der Einsiedler (Hartmut von Hentig)
  - Der Kehraus (Gert Kaiser)
  - Der Soldat (Hans Maier)
  - Die zwei Gesellen (Alexander von Bormann)
  - Es wandelt, was wir schauen (Armin Ayren)
  - Familienähnlichkeit (Hermann Kunisch)
  - Frische Fahrt (Egon Schwarz)
  - In der Fremde (Hanspeter Brode)
  - Lied (Claus-Ulrich Bielefeld)
  - Mandelkerngedicht (Horst Bienek)
  - Mondnacht (Eckart Kleßmann)
  - Nachts (Gerhard Storz)
  - Schöne Fremde (Hans Joachim Kreutzer)
  - Sehnsucht (Ludwig Harig)
  - Vorbei (Ulrich Greiner)
  - Weihnachten (Ludwig Harig)
  - Zwielicht (Eckart Kleßmann)
- Friedrich Eisenlohr s. unter Ludwig Rubiner
- Adolf Endler Bd. 11
  - Des Freundes Wettlauf mit dem Schneemann (Peter Rühmkorf)
- Gerrit Engelke Bd. 7 
  - Frühling (Dieter Schwarzenau)
- Hans Magnus Enzensberger Bd. 10
  - Aschermittwoch (Hermann Kurzke)
  - call it love (Jürgen Becker)
  - das ende der eulen (Reinhard Baumgart)
  - Der Fliegende Robert (Wulf Segebrecht)
  - Der Kamm (Michael Zeller)
  - Die Scheiße (Peter Horst Neumann)
  - Die Visite (Andrea Köhler)
  - Empfänger unbekannt – Retour à l’expediteur (Kurt Oesterle)
  - Finnischer Tango (Wolfgang Hildesheimer)
  - fremder garten (Reinhold Grimm)
  - Ins Lesebuch für die Oberstufe (Peter von Matt)
  - kirschgarten im schnee (Hans Christoph Buch)
  - Kopfkissengedicht (Werner Ross)
  - Stadtrundfahrt (Eva Zeller)
  - Utopia (Gertrud Fussenegger)
- Jörg Fauser Bd. 12
  - Der Zwang zur Prosa (Wolf Wondratschek)
- Ludwig Fels Bd. 12
  - Annäherungsversuch (Günter Blocker)
- Werner Finck Bd. 9
  - Neue Herzlichkeit (Walter Hinck)
- Paul Fleming Bd. 1
  - An Sich (Walter Hinderer)
  - Wie Er wolle geküesset seyn (Claus-Ulrich Bielefeld)
  - Zur Zeit seiner Verstoßung (Marcel Reich-Ranicki)
- Walter Flex Bd. 7
  - Wildgänse rauschen durch die Nacht (Gerhard Kurz)
- Theodor Fontane Bd. 5
  - Aber es bleibt auf dem alten Fleck (Gottfried Honnefeider)
  - An meinem Fünfundsiebzigsten (Marcel Reich-Ranicki)
  - Es kribbelt und wibbelt weiter (Günter Kunert)
  - Haus- und Gartenfronten in Berlin W. (Norbert Mecklenburg)
  - Lebenswege (Helmuth Nürnberger)
  - Mein Herze, glaubt’s, ist nicht erkaltet (Peter Härtling)
  - Meine Gräber (Charlotte Jolles)
  - O trübe diese Tage nicht (Werner Weber)
  - Publikum (Helmuth Nürnberger)
  - Vom Fehrbelliner Schlachtfeld (Hans Joachim Kreutzer)
  - Würd’ es mir fehlen, würd’ ich’s vermissen? (Peter Härtling)
- Erich Fried Bd. 10
  - Angst und Zweifel (Thomas Anz)
  - Bevor ich sterbe (Beate Pinkerneil)
  - Die Maßnahmen (Volker Kaukoreit)
  - Links rechts links rechts (Thomas Anz)
  - Logos (Marcel Reich-Ranicki)
  - Macht der Dichtung (Walter Hinck)
  - Mit den Jahren (Werner Fuld)
  - Neue Naturdichtung (Karl Otto Conrady)
  - Reden (Karl Krolow)
- Walter Helmut Fritz Bd. 11
  - Aber dann? (Reinhold Grimm)
  - Aber eben meine Geschichte (Friedrich Wilhelm Korff)
  - Atlantis (Gert Ueding)
  - Don Juan (Gerhard Schulz)
  - Teilhaben (Uwe Pörksen)
- Günter Bruno Fuchs Bd. 10
  - Für ein Kind (Martin Gregor-Dellin)
  - Lied des Mannes im Straßenwagen (Karl Krolow)
- Peter Gan Bd. 8
  - Eisblume (Karl Korn)
  - Herzenshöflich (Wilhelm Kühlmann)
  - Sprache (Karl Krolow)
  - Unter vier Augen (Hans Maier)
- Emanuel Geibel Bd. 4
  - Deutschlands Beruf (Jörg von Uthmann)
- Stefan George Bd. 5
  - An baches ranft (Eugen Gomringer)
  - An Gundolf (Eckhard Heftrich)
  - Das Wort (Wolfgang Hildesheimer)
  - der herr der insel (Wolfgang Leppmann)
  - Der Widerchrist (Gerhard Schulz)
  - Die Gräber in Speier (Karl Korn)
  - Die tote Stadt (Dominik Jost)
  - Einem jungen Führer im ersten Weltkrieg (Joachim Kaiser)
  - Entführung (Karla Schneider)
  - Es lacht in dem steigenden jahr dir (Hans Christian Kosler)
  - Fenster wo ich einst mit dir (Eckart Kleßmann)
  - Goethe-Tag (Wolfgang Leppmann)
  - Ich bin freund und führer dir (Albert von Schirnding)
  - Ihr tratet zu dem Herde (Wolfdietrich Rasch)
  - Komm in den totgesagten park und schau (Rainer Gruenter)
  - Wir schreiten auf und ab (Hans Wysling)
  - Wir stehen an der hecken gradem wall (Günter Blocker)
- Paul Gerhardt Bd. 1
  - Der 1. Psalm Davids (Tilo Medek)
  - Weihnachtsgesang (Renate Schostack)
- Robert Gernhardt Bd. 11
  - Ach (Gerhard Schulz)
  - Alte Künste (Reinhard Baumgart)
  - Doppelte Begegnung am Strand von Sperlonga (Werner Ross)
  - Eine Ansichtskarte. Gruß aus dem Wildfreigehege Mölln (Dieter E. Zimmer)
  - Herbstlicher Baum in der Neuhaußstraße (Jörg Drews)
  - Noch einmal: Mein Körper (Thomas Anz)
  - Schön und gut und klar und wahr (Hans Christian Kosler)
  - Siebenmal mein Körper (Christa Rotzoll)
- Elfriede Gerstl Bd. 11
  - Wer ist denn schon (Elfriede Jelinek)
- Hermann von Gilm zu Rosenegg Bd. 4
  - Allerseelen (Peter von Matt)
- Adolf Glassbrenner Bd. 4
  - Das Märchen vom Reichtum und der Not (Ingrid Heinrich-Jost)
- Leopold Friedrich Günther von Goeckingk Bd. 1
  - Als der erste Schnee fiel (Brigitte Kronauer)
- Albrecht Goes Bd. 9
  - Einem, der davonging, nachgerufen (Gert Ueding)
  - Motette (Renate Schostack)
  - Über einer Todesnachricht (Eckart Kleßmann)
- Johann Wolfgang von Goethe Bd. 2
  - Abschied (Gerhard Schulz)
  - Alle Freuden, die unendlichen (Marcel Reich-Ranicki)
  - Als Allerschönste (Hans Bender)
  - Am 28. August 1826 (Katharina Mommsen)
  - An Charlotte von Stein (Peter Wapnewski)
  - An den Mond (Gabriele Wohmann)
  - An den Mond (Thomas Anz)
  - An Madame Marie Szymanowska (Walter Hinck)
  - An Mignon (Gerhard Schulz)
  - An Schwager Kronos (Jochen Hieber)
  - An Ulrike von Levetzow (Karl Otto Conrady)
  - Anakreons Grab (Peter Horst Neumann)
  - Auf dem See (Henning Heske)
  - Aus den Gruben, hier im Graben (Dolf Sternberger)
  - Behandelt die Frauen … (Norbert Mecklenburg)
  - Bei Betrachtung von Schillers Schädel (Günter Blocker)
  - Dämmrung senkte sich von oben (Ludwig Harig)
  - Das Mädchen spricht (Mathias Schreiber)
  - Das Sonett (Günter Kunert)
  - Das Veilchen (Klara Obermüller)
  - Dauer im Wechsel (Werner Ross)
  - Dem aufgehenden Vollmonde (Reinhard Baumgart)
  - Den Vereinigten Staaten (Walter Hinck)
  - Der Bräutigam (Adolf Muschg)
  - Der Chinese in Rom (Egon Schwarz)
  - Der Fischer (Golo Mann)
  - Der Guckuck wie die Nachtigall (Peter Demetz)
  - Der Kaiserin Becher (Gertrud Fussenegger)
  - Der König in Thule (Siegfried Lenz)
  - Der Park (Elisabeth Borchers)
  - Der Sänger (Ulla Hahn)
  - Der Schatzgräber (Friedrich Dieckmann)
  - Der untreue Knabe (Peter Wapnewski)
  - Der Zaubrer fordert (Erich Trunz)
  - Die Jahre nahmen dir (Werner Ross)
  - Die Liebende abermals (Eckart Kleßmann)
  - Die wandelnde Glocke (Rainer Kirsch)
  - Eigentum (Gabriele Wohmann)
  - Ein grauer, trüber Morgen (Wolfgang Koeppen)
  - Eines ist mir verdrießlich (Werner Fuld)
  - Eins und Alles (Jürgen Jacobs)
  - Epirrhema (Ludwig Harig)
  - Erlkönig (Golo Mann)
  - Es ist gut (Eckart Kleßmann)
  - Frankreichs traurig Geschick (Wulf Segebrecht)
  - Freudvoll und leidvoll (Marcel Reich-Ranicki)
  - Froh empfind ich mich (Wolfgang Koeppen)
  - Früh, wenn Tal, Gebirg und Garten (Reinhard Baumgart)
  - Frühling übers Jahr (Karl Otto Conrady)
  - Ganymed (Benno von Wiese)
  - Gedichte sind gemalte Fensterscheiben (Horst Bienek)
  - Gefunden (Wolfgang Leppmann)
  - Gegenwan (Siegfried Unseld)
  - Gesang der Geister über den Wassern (Peter Härtling)
  - Getretner Quark (Erwin Koppen)
  - Gib mir (Werner Fuld)
  - Gingo biloba (Peter Härtling)
  - Glückliche Fahrt (Gert Ueding)
  - Grenzen der Menschheit (Peter von Matt)
  - Grün ist der Boden der Wohnung (Rudolf Jürgen Bartsch)
  - Harfenspieler (Kurt Klinger)
  - Hast du nicht gute Gesellschaft gesehn? (Jürgen Theobaldy)
  - Hatem/Suleika (Gerhard Schulz)
  - Heidenröslein (Peter von Matt)
  - Herbstgefühl (Wolfgang Leppmann)
  - Herbstlich leuchtet die Flamme (Wolfgang Leppmann)
  - Hoffnung (Joachim Fest)
  - Ihr verblühet, süße Rosen (Martin Lüdke)
  - Im Atemholen (Werner Ross)
  - Im Dorfe war ein groß Gelag (Gertrud Fussenegger)
  - Im Gegenwärtigen Vergangnes (Hans Robert Jauß)
  - In einer Stadt einmal (Hanspeter Brode)
  - Künstlers Abendlied (Harald Hartung)
  - Lesebuch (Walter Helmut Fritz)
  - Lynkeus der Türmer (Gerhard Kaiser)
  - Mächtiges Überraschen (Helmuth Nürnberger)
  - Mailied (Hilde Spiel)
  - Meeres Stille (Eckhard Heftrich)
  - Mignon (Kennst Du das Land) (Peter von Matt)
  - Mignon (Nur wer die Sehnsucht kennt) (Gerhard Schulz)
  - Mit einem gemalten Band (Wolfgang Leppmann)
  - Nachklang (Renate Schostack)
  - Nachtgedanken (Harald Hartung)
  - Nachtgesang (Joachim C. Fest)
  - Nähe des Geliebten (Eckhard Heftrich)
  - Natur und Kunst (Günter Kunert)
  - Neugriechische Liebe-Skolie (Christoph Perels)
  - Nicht mehr auf Seidenblatt (Hilde Domin)
  - Nun weiß man erst (Katharina Mommsen)
  - Phänomen (Peter Rühmkorf)
  - Philine (Peter von Matt)
  - Pilgers Morgenlied (Klaus-Dieter Metz)
  - Prooemion (Hermann Kurzke)
  - Rastlose Liebe (Werner Keller)
  - Rezensent (Marcel Reich-Ranicki)
  - Ritter Kurts Brautfahrt (Wulf Segebrecht)
  - Sag, was könnt uns Mandarinen (Werner Ross)
  - Saget, Steine, mir an (Ulla Hahn)
  - Schenke (Horst Rüdiger)
  - Selige Sehnsucht (Gert Ueding)
  - Suleika (Helmut Koopmann)
  - Um Mitternacht (Benno von Wiese)
  - Vermächtnis (Eckhard Heftrich)
  - Versunken (Helmut Koopmann)
  - Vollmondnacht (Gert Ueding)
  - Vor Gericht (Walter Jens)
  - Wandersegen (Joachim Kaiser)
  - Wandrers Nachtlied (Walter Jens)
  - Wandrers Nachtlied (Karl Krolow)
  - Was Völker sterbend hinterlassen (Rolf Hochhuth)
  - Wenn du am breiten Flusse wohnst (Friedrich Dieckmann)
  - Willkommen und Abschied (Ernst Jandl)
  - Wink (Walter Hinck)
  - Wonne der Wehmut (Robert Gernhardt)
  - Zünde mir Licht an (Gerhard Kaiser)
- Johann Nikolaus Götz Bd. 1
  - Die himmlische und irdische Venus (Jürgen Jacobs)
- Yvan Goll Bd. 7
  - Electric (Christoph Perels)
  - In uralten Seen (Godehard Schramm)
  - Kölner Dom (Walter Hinck)
  - Orpheus (Siegfried Lenz)
- Eugen Gomringer Bd. 10
  - schweigen (Gerhard Kaiser)
- Friedrich Wilhelm Gotter Bd. 1
  - Wiegenlied (Gerhard Schulz)
- Günter Grass Bd. 10
  - Ehe (Jochen Hieber)
  - Falada (Gertrud Fussenegger)
  - Gleisdreieck (Claus-Ulrich Bielefeld)
  - Kinderlied (Wolfgang Werth)
  - König Lear (Walter Hinderer)
  - Polnische Fahne (Horst Bienek)
  - Racine läßt sein Wappen ändern (Gertrud Fussenegger)
  - »Tour de France« (Fritz J. Raddatz)
- Fritz Grasshoff Bd. 9
  - Blues (Eva Demski)
- Catharina Regina von Greiffenberg Bd. 1
  - Über das unaussprechliche Heilige Geistes-Eingeben! (Ruth Klüger)
- Uwe Gressmann Bd. 11 
  - Kosmos (Günter Kunert)
- Ludwig Greve Bd. 10
  - Hannah Arendt (Kurt Oesterle)
  - Mein Vater (Uwe Pörksen)
- Franz Grillparzer Bd. 3
  - Der Halbmond glänzet am Himmel (Günter Blocker)
- George Grosz Bd. 7
  - Gesang an die Welt I (Peter Rühmkorf)
- Klaus Groth Bd. 5
  - Min Jehann (Peter Wapnewski)
- Durs Grünbein Bd. 12
  - Apres l’amour (Joachim Sartorius)
  - Biologischer Walzer (Alexander von Bormann)
  - In der Provinz 5 (Manfred Fuhrmann)
  - Wußten wir? (Reinhard Baumgart)
- Gustaf Gründgens Bd. 8
  - Wie sind wir beide vornehm (Marcel Reich-Ranicki)
- Andreas Gryphius Bd. 1
  - Abend (Hans-Rüdiger Schwab)
  - Grabschrifft Marianae Gryphiae seines Brüdern Pauli Tochterlein (Klara Obermüller)
  - Morgen-Sonnet (Ruprecht Wimmer)
  - Tränen des Vaterlandes (Marian Szyrocki)
  - Vanitas, vanitatum, et omnia vanitas (Marian Szyrocki)
- Friedrich Wilhelm Güll Bd. 4
  - Will sehen, was ich weiß, vom Büblein auf dem Eis (Armin Ayren)
- Karoline von Günderode Bd. 3
  - Der Kuß im Traume (Franz Josef Görtz)
  - Der Luftschiffer (Wolfgang Koeppen)
  - Die Töne (Gertrud Fussenegger)
- Johann Christian Günther Bd. 1
  - Als Leonore die Unterredung eiligst unterbrechen mußte (Walter Hinderer)
  - An die Männer (Ulla Hahn)
  - Breslau, den 25. Dezember 1719 (Benno von Wiese)
  - Er klaget gegen seinen Freund (Hans-Jürgen Schings)
  - Trostaria (Renate Schostack)
- Alexander Xaver Gwerder Bd. 10
  - Ich geh unter lauter Schatten (Peter von Matt)
- Peter Härtling Bd. 11
  - Unreine Elegie (Walter Hinderer)
- Friedrich von Hagedorn Bd. 1
  - An eine Schläferinn (Jürgen Stenzel)
- Livingstone Hahn s. unter Ludwig Rubiner
- Ulla Hahn Bd. 12
  - Anständiges Sonett (Walter Hinderer)
  - Ars poetica (Thomas Anz)
  - Ballade vom Schriftsteller (Wulf Segebrecht)
  - Blinde Flecken (Werner Ross)
  - Endlich (Hermann Burger)
  - Für (Alexander von Bormann)
  - Für einen Flieger (Peter Demetz)
  - Gibt es eine weibliche Ästhetik (Helmuth Kiesel)
  - Katzenmahlzeit (Peter Demetz)
  - Lied der Amsel (Jochen Hieber)
  - Mit Haut und Haar (Renate Schostack)
  - Mitteilungen der Mutter (Werner Ross)
  - Nach Jahr und Tag (Walter Hinck)
  - Winterlied (Karl Krolow)
- Peter Hamm Bd. 11
  - Niederlegen (Martin Walser)
- Margarete Hannsmann Bd. 10
  - Pfad in Eftalu (Walter Hinderer)
- Lioba Happel Bd. 12
  - Ich sah im Abendrot (Heinrich Detering)
- Ferdinand Hardekopf Bd. 6
  - Angebinde (Peter Härtling)
  - Zwiegespräch (Eva Demski)
- Henriette Hardenberg Bd. 8
  - Wir werden (Claus-Ulrich Bielefeld)
- Ludwig Harig Bd. 10
  - Das schreibende Subjekt (Gerhard Schulz)
- Jakob Haringer Bd. 6
  - Abend (Hans Christian Kosler)
- Hartmann von Aue Bd. 1
  - Maniger grüezet mich also (Joachim Bumke)
- Harald Hartung Bd. 11
  - Das Paar (Karl Krolow)
- Walter Hasenclever Bd. 7
  - Die Lagerfeuer an der Küste (Peter Demetz)
- Rolf Haufs Bd. 11
  - Baum und Himmel (Gert Ueding)
  - Das hält wer aus (Günter Kunert)
  - Drei Strophen (Elisabeth Borchers)
  - Jeden Tag (F. C. Delius)
  - Peppino Portiere (Peter Rühmkorf)
- August Adolph von Haugwitz Bd. 1
  - Über das heutige Brüderschafft-Sauffen der Deutschen (Gert Kaiser)
- Gerhart Hauptmann Bd. 5 
  - Testament (Ulrich Lauterbach)
- Albrecht Haushofer Bd. 9
  - Maschinensklaven (Hans Christoph Buch)
  - Schuld (Ludwig Harig)
- Friedrich Hebbel Bd. 4
  - Dämmerempfindung (Dieter Wellershoff)
  - David und Goliath (Peter von Matt)
  - Herbstbild (Rolf Schneider)
  - Sommerbild (Reinhold Grimm)
  - Wenn die Rosen ewig blühten … (Marcel Reich-Ranicki)
- Johann Peter Hebel Bd. 3
  - Wie heißt des Kaisers Töchterlein? (Peter von Matt)
- Manfred Peter Hein Bd. 11
  - Lauffeuer (Marie Luise Kaschnitz)
- Heinrich Heine Bd. 4
  - An die Jungen (Werner Ross)
  - An einen ehemaligen Goetheaner (1832) (Hanspeter Brode)
  - An einen politischen Dichter (Günter Kunert)
  - An meine Mutter (Hans Christoph Buch)
  - Anno 1839 (Jost Hermand)
  - Autodafe (Helmut Koopmann)
  - Begegnung (Walter Hinck)
  - Belsatzar (Peter von Matt)
  - Das Fräulein stand am Meere (Walter Hinderer)
  - Das Meer erglänzte weit hinaus (Joseph Anton Kruse)
  - Das neue Israelitische Hospital zu Hamburg (Hans Otto Horch)
  - Der Asra (Joseph Anton Kruse)
  - Der Scheidende (Armin Ayren)
  - Die alten, bösen Lieder (Hans J. Fröhlich)
  - Die Grenadiere (Joachim C. Fest)
  - Die Jahre kommen und gehen (Wulf Segebrecht)
  - Die Loreley (Hans-Ulrich Treichel)
  - Die schlesischen Weber (Eckart Kleßmann)
  - Doktrin (Hans Daiber)
  - Ein Fichtenbaum (Wolf Wondratschek)
  - Ein Jüngling liebt ein Mädchen (Marcel Reich-Ranicki)
  - Enfant perdu (Manfred Windfuhr)
  - Epilog (Eva Demski)
  - Gedächtnisfeier (Friedrich Torberg)
  - Helena (Gert Ueding)
  - Ich hab im Traum geweinet (Werner Weber)
  - Ich hatte einst ein schönes Vaterland (Walter Hinck)
  - Ich rief den Teufel (Gert Ueding)
  - Im Rhein, im schönen Strome (Paul Michael Lützeler)
  - In den Küssen (Klara Obermüller)
  - Leise zieht durch mein Gemüt (Marcel Reich-Ranicki)
  - Lotosblume (Walter Hinck)
  - Mein Herz, mein Herz (Hans-Ulrich Treichel)
  - Mein Kind, wir waren Kinder (Guntram Vesper)
  - Nachtgedanken (Eckhard Heftrich)
  - »Nicht gedacht soll seiner werden!« (Golo Mann)
  - Pomare (Dieter Borchmeyer)
  - Prolog (Ludwig Harig)
  - Sei mir gegrüßt (Peter Härtling)
  - Sie haben dir viel erzählet (Peter Härtling)
  - Wenn ich, beseligt von schönen Küssen (Wolfgang Preisendanz)
  - Wie langsam kriechet sie dahin (Jürgen Jacobs)
  - Wo? (Joseph Anton Kruse)
  - Worte! Worte! Keine Taten! (Rudolf Walter Leonhardt)
  - Zum Lazarus (Dolf Sternberger)
- Heinrich Hetzbolt von Wissense Bd. 1
  - Wol mich der stunde (Peter von Matt)
- Bernt von Heiseler Bd. 9
  - ad me ipsum (Wolfgang Leppmann)
- Helmut Heissenbüttel Bd. 10
  - Tage abziehen Arger zählen exakt funktionieren (Peter Härtling)
- Kerstin Hensel Bd. 12
  - Vita (Walter Hinck)
- Stephan Hermlin Bd. 9
  - Terzinen (Elisabeth Endres)
- Max Herrmann-Neisse Bd. 7
  - Der Zauberkünstler (Ludwig Harig)
  - Die beiden Buckligen (Sibylle Wirsing)
  - Die Blessierten (Horst Bienek)
  - Ein Licht geht nach dem andern aus (Günter Kunert)
  - Himmel erhört mich nicht (Benno von Wiese)
  - Trostlied der bangen Regennacht (Peter Härtling)
- Georg Herwegh Bd. 4
  - Ludwig Uhland (Walter Hinck)
- Hermann Hesse Bd. 6
  - Gute Stunde (Gabriele Wohmann)
  - Im Nebel (Peter von Matt)
  - Knarren eines geknickten Astes (Hans Bender)
  - Lampions in der Sommernacht (Hermann Burger)
  - Neid (Ulrich Lauterbach)
- Georg Heym Bd. 7
  - Alle Landschaften (Rolf Schneider)
  - Berlin (Walter Hinck)
  - Die Märkte (Eckart Kleßmann)
  - Die Stadt (Herbert Lehnert)
  - Fröhlichkeit (Ulrich Greiner)
  - Letzte Wache (Karl Krolow)
  - Robespierre (Kurt Oesterle)
- Paul Heyse Bd. 5
  - Asylrecht (Hans Christoph Buch)
- Wolfgang Hilbig Bd. 12
  - die ruhe auf der flucht (Jürgen Theobaldy)
  - Novalis (Gerhard Schulz)
- Peter Hille Bd. 5
  - Seegesicht (Gertrud Fussenegger)
  - Waldstimme (Hans Bender)
- Rolf Hochhuth Bd. 11
  - Einstein (Walter Hinck)
- Jakob van Hoddis Bd. 7
  - Weltende (Peter Rühmkorf)
- Friedrich Hölderlin Bd. 3
  - Abbitte (Gerhard Schulz)
  - Abendphantasie (Ludwig Harig)
  - An die Deutschen (Peter von Matt)
  - An die Parzen (Marcel Reich-Ranicki)
  - An Zimmern (Cyrus Atabay)
  - Da ich ein Knabe war (Eckart Kleßmann)
  - Das Angenehme dieser Welt hab’ ich genossen (Hans Christoph Buch)
  - Der Frühling (Walter Jens)
  - Der Gang aufs Land (Jochen Hieber)
  - Der Spaziergang (Renate Schostack)
  - Der Tod für’s Vaterland (Wolf Biermann)
  - Der Winkel von Hardt (Peter Härtling)
  - Der Zeitgeist (Werner Ross)
  - Ganymed (Samuel Bächli)
  - Hälfte des Lebens (Ernst Jandl)
  - Heidelberg (Ulla Hahn)
  - Lebensalter (Hans Maier)
  - Lebenslauf (Elisabeth Borchers)
  - Menschenbeifall (Klaus Siblewski)
  - Natur und Kunst oder Saturn und Jupiter (Dieter Borchmeyer)
  - Sokrates und Alkibiades (Walter Hinderer)
  - Wenn aus dem Himmel… (Friedrich Wilhelm Korff)
  - Wie Meeresküsten … (Ludwig Harig)
- Walter Höllerer Bd. 10
  - Ein Boot ist immer versteckt (Walter Hinck)
- Ludwig Christoph Heinrich Hölty Bd. 1
  - Ihr Freunde hänget (Walter Hinck)
  - Totengräberlied (Werner Fuld)
- August Heinrich Hoffmann von Fallersleben Bd. 4
  - Das Lied der Deutschen (Ruth Klüger)
  - Der deutsche Zollverein (Volker Neuhaus)
  - Michel-Enthusiast (Peter Demetz)
- Christian Hofmann von Hofmannswaldau Bd. 1
  - Auf den Mund (Wolfgang Koeppen)
  - Die Welt (Ruprecht Wimmer)
  - Vergänglichkeit der Schönheit (Marian Szyrocki)
  - Wo sind die Stunden (Hans Christoph Buch)
- Hugo von Hofmannsthal Bd. 6
  - Der Jüngling in der Landschaft (Richard Alewyn)
  - Der Schiffskoch, ein Gefangener, singt (Ruth Klüger)
  - Die Beiden (Nikolas Benckiser)
  - Glückliches Haus (Ulrich Weinzierl)
  - Inschrift (Kurt Klinger)
  - Lebenslied (Hilde Spiel)
  - Manche freilich … (Hilde Spiel)
  - Reiselied (Ludwig Harig)
  - Terzinen. Über Vergänglichkeit (Golo Mann)
  - Tobt der Pöbel (Ulrich Weinzierl)
  - Was ist die Welt? (Walter Hinck)
  - Wir gingen einen Weg (Renate Schostack)
- Arno Holz Bd. 5
  - Er klagt/daß der Frühling so kortz blüht (Gerhard Schulz)
  - Im Thiergarten (Reinhold Grimm)
- Ricarda Huch Bd. 5
  - Mein Herz, mein Löwe (Ulla Hahn)
  - Nicht alle Schmerzen (Werner Fuld)
  - Uralter Worte kundig (Ulla Hahn)
  - Wiegenlied (Ruth Klüger)
  - Wo hast du all die Schönheit hergenommen (Elisabeth Borchers)
- Peter Huchel Bd. 9
  - Caputher Heuweg (Friedrich Christian Delius)
  - Chausseen (Joseph Anton Kruse)
  - Der Garten des Theophrast (Hilde Spiel)
  - Dezember 1942 (Friedrich Denk)
  - Exil (Horst Bienek)
  - König Lear (Walter Hinck)
  - Kreuzspinne (Rolf Schneider)
  - Nachlässe (Günter Kunert)
  - Ophelia (Walter Hinck)
  - Soldatenfriedhof (Ruth Klüger)
  - Traum im Tellereisen (Sarah Kirsch)
  - Unter der blanken Hacke des Monds (Werner Söllner)
- Richard Huelsenbeck Bd. 7
  - Dada-Schalmei (Walter Hinck)
- Ernst Jandl Bd. 10
  - an gott (Werner Ross)
  - aus der dichtung (Hans Christian Kosler)
  - der fisch (Hanspeter Brode)
  - glückwunsch (Francois Bondy)
  - in der küche ist es kalt (Klaus Siblewski)
  - lichtung (Volker Hage)
  - manchmal hab ich eine solche wut… (Werner Ross)
  - nachtstück, mit blumen (Ulrich Weinzierl)
  - schtzngrmm (Rolf Schneider)
  - sommerlied (Werner Ross)
  - vater komm erzähl vom krieg (Ulrich Weinzierl)
  - versenken (Wolfgang Brenneisen)
  - wien: heldenplatz (Hanspeter Brode)
  - zertretener mann blues (Peter Wapnewski)
- Erich Jansen Bd. 8
  - Annettes Kutsche auf Rüschhaus (Eckart Kleßmann)
- Bernd Jentzsch Bd. 12
  - Gedächtnis (Peter Härtling)
  - Sommer (Eva Zeller)
- Gert Jonke Bd. 12
  - Der Kanal (Hans Christian Kosler)
- Friedrich Georg Jünger Bd. 8
  - Beschwörung (Günter Blocker)
- Erich Kästner Bd. 8
  - Chor der Fräuleins (Egon Schwarz)
  - Das letzte Kapitel (Eva Demski)
  - Der Handstand auf der Loreley (Georg Kreisler)
  - Die Zeit fährt Auto (Wolfgang Brenneisen)
  - Familiäre Stanzen (Robert Gernhardt)
  - Kennst Du das Land (Wolfgang Werth)
  - Maskenball im Hochgebirge (Klara Obermüller)
  - Moral (Dolf Sternberger)
  - Sachliche Romanze (Rudolf Walter Leonhardt)
  - Sogenannte Klassefrauen (Christa Rotzoll)
  - Zur Fotografie eines Konfirmanden (Iring Fetscher)
- Franz Kafka Bd. 6
  - Kühl und hart (Peter Demetz)
  - Und die Menschen gehn in Kleidern (Heinz Politzer)
- Georg Kaiser Bd. 6
  - Der Spiegel (Walter Hinck)
- Mascha Kaleko Bd. 9
  - Großstadtliebe (Marcel Reich-Ranicki)
  - Im Exil (Beate Pinkerneil)
  - Kleine Havel-Ansichtskarte (Horst Krüger)
- Anna Louisa Karsch Bd. 1
  - An den Domherrn von Rochow (Renate Schostack)
- Marie Luise Kaschnitz Bd. 9 
  - Dein Schweigen (Hans Christian Kosler)
  - Die Gärten (Hilde Domin)
  - Die Katze (Ruth Klüger)
  - Ein Gedicht (Horst Rüdiger/Horst Bienek)
  - Genazzano (Ulla Hahn)
  - Hiroshima (Dieter Borchmeyer)
  - Juni (Robert Gernhardt)
  - Kleine Ballade (Wulf Segebrecht)
  - Nicht gesagt (Walter Helmut Fritz)
  - Vögel (Christa Melchinger)
- Gottfried Keller Bd. 5
  - Abendlied (Hans Weigel)
  - Am fließenden Wasser (Cyrus Atabay)
  - Die Zeit geht nicht (Helmuth Nürnberger)
  - Ehescheidung (Peter Horst Neumann)
  - Friede der Kreatur (Gerhard Kaiser)
  - Jugendgedenken (Hans Wysling)
  - Schöne Brücke (Hermann Kunisch)
  - Seemärchen (Gerhard Schulz)
  - Waldlied (Peter von Matt)
  - Weihnachtsmarkt (Peter Hamm)
  - Wie glänzt der helle Mond (Heinz Politzer)
  - Winternacht (Hermann Burger/Werner Weber)
- Hans Peter Keller Bd. 9
  - Folge (Hilde Domin)
- Friederike Kempner Bd. 5
  - Frohe Stunden (Rudolf Krämer-Badoni)
- Justinus Kerner Bd. 3
  - Der Wanderer in der Sägmühle (Werner Dürrson)
  - Ikarus (Wulf Segebrecht)
  - Liebesplage (Peter Härtling)
  - Unter dem Himmel (Eckart Kleßmann)
  - Wer machte dich so krank? (Peter Härtling)
- Hermann Kesten Bd. 8
  - Ich bin der ich bin (Horst Bienek)
- Rainer Kirsch Bd. 11
  - Die Dialektik (Harald Hartung)
  - Sonett (Peter Maiwald)
  - Sterbelager preußisch (Karl Mickel)
- Sarah Kirsch Bd. 11
  - Am Walfjord (Hanne F. Juritz)
  - Beginn der Zerstörung (Peter von Matt)
  - Bei den Stiefmütterchen (Ulla Hahn)
  - Datum (Walter Hinck)
  - Der Süden (Ludwig Harig)
  - Die Heide (Joachim Kaiser)
  - Die Luft riecht schon nach Schnee (Horst Bienek)
  - Die Verdammung (Ruth Klüger)
  - Einäugig (Harald Weinrich)
  - Eine Schlehe im Mund komme ich übers Feld (Reiner Kunze)
  - Erdreich (Hermann Lenz)
  - Im Juni (Rolf Schneider)
  - Klosterruine Dshwari (Eberhard Lämmert)
  - Moorland (Kerstin Hensel)
  - Nachricht aus Lesbos (Heinz Politzer)
  - Naturschutzgebiet (Christoph Perels)
  - Reisezehrung (Gerhard Schulz)
  - Schöner See Wasseraug (Sabine Doering)
  - Schwarze Bohnen (Marcel Reich-Ranicki)
- Wulf Kirsten Bd. 11
  - die ackerwalze (Heinz Czechowski)
  - Gottfried Silbermann (Gerhard Schulz)
  - grabschrift für meinen großvater (Heinz Piontek)
  - wüstgefallener jüdischer friedhof in Mähren (Eckart Kleßmann)
- Karin Kiwus Bd. 12
  - Im ersten Licht (Wolfgang Hildesheimer)
  - Kleine Erinnerung an den Fortschritt (Elisabeth Borchers)
  - Straight Flush (Gabriele Wohmann)
- Klabund Bd. 7
  - Es werden Tage kommen (Georg Hensel)
  - Klage der Garde (Heinz Politzer)
  - Liebeslied (Matthias Wegner)
  - Man soll in keiner Stadt (Hilde Spiel)
- Paul Klee Bd. 6
  - Herr Waldemar (Peter Maiwald)
- Ewald Christian von Kleist Bd. 1
  - Der gelähmte Kranich (Hans Christoph Buch)
- Heinrich von Kleist Bd. 3
  - An den König von Preußen (Günter de Bruyn)
  - An die Königin Luise von Preußen (Hermann Kurzke)
  - Katharina von Frankreich (Heinz Politzer)
  - Mädchenrätsel (Benno von Wiese)
  - Prolog (Helmut Koopmann)
- Wilhelm Klemm Bd. 6
  - An der Front (Ernst Jandl)
- Eckart Klessmann Bd. 11
  - E. T. A. Hoffmann beim Fenster (Wulf Segebrecht)
- Thomas Kling Bd. 12
  - gewebeprobe (Hubert Winkels)
- Friedrich Gottlieb Klopstock Bd. 1
  - Das Rosenband (Walter Hinderer)
  - Der Lehrling der Griechen (Ekkehart Krippendorff)
  - Die frühen Gräber (Peter Wapnewski)
  - Die Musik (Eckart Kleßmann)
  - Furcht der Geliebten (Hans Christian Kosler)
  - Mein Wäldchen (Heinrich Detering)
- Barbara Köhler Bd. 12
  - Guten Tag (Werner Fuld)
- Uwe Kolbe Bd. 12
  - Für den Anfang (Kurt Oesterle)
- Gertrud Kolmar Bd. 8
  - Abschied (Jürgen Theobaldy)
  - An der Grenze (Rüdiger Görner)
  - Die Fahrende (Klaus Jeziorkowski)
  - Die gelbe Schlange (Jochen Hieber)
  - Die Kröte (Ruth Klüger)
  - Die Verlassene (Ulla Hahn)
  - Ein grünes Kleid (Walter Helmut Fritz)
  - Zueignung (Ludwig Völker)
- Max Kommerell Bd. 9
  - Spiegelung der Sonne zwischen Seerosenblättern (Dorothea Hölscher-Lohmeyer)
- Jörg Kowalski Bd. 12
  - Neckarpartie mit Hölderlinturm (Gerhard Schulz)
- Hertha Kräftner Bd. 10
  - Abends (Kurt Klinger)
  - »Anna«, sagte der Mann (Elisabeth Borchers)
  - Dorfabend (Peter Härtling)
- Werner Kraft Bd. 8
  - Lied (Günter Blocker)
- Theodor Kramer Bd. 8
  - Abschied von einem ausreisenden Freund (Herta Müller)
  - Die Gaunerzinke (Hans J. Fröhlich)
  - Lied am Bahndamm (Barbara Frischmuth)
  - Lob der Verzweiflung (Günter Kunert)
  - Wenn ein Pfründner einmal Wein will (Gerhard Kaiser)
  - Wer läutet draußen an der Tür? (Kurt Klinger)
  - Zur halben Nacht (Milo Dor)
- Karl Kraus Bd. 6
  - Man frage nicht, was all die Zeit ich machte (Michael Krüger)
  - Traum vom Fliegen (Hans Christian Kosler)
  - Wiese im Park (Werner Fuld)
- Ursula Krechel Bd. 12
  - Episode am Ende (Walter Helmut Fritz)
- Georg Kreisler Bd. 10
  - Frühlingsmärchen (Heinz Politzer)
- Franz Xaver Kroetz Bd. 12
  - Tröste mich (Wolf Wondratschek)
- Karl Krolow Bd. 9
  - Ariel (Peter Härtling)
  - Besuch kommt (Gabriele Wohmann)
  - Das Bild, das man hinterläßt (Walter Helmut Fritz)
  - Der Nächtliche (Dieter Kühn)
  - Die goldene Wolke (Gert Ueding)
  - Diese alten Männer (Sarah Kirsch)
  - Es war die Nacht (Werner Fuld)
  - Für alle Zeit (Gerhard Schulz)
  - Mit feuchten Händen (Reinhold Grimm)
  - Noch einmal (Ludwig Harig)
  - Sieh dir das an (Gabriele Wohmann)
  - Stele für Catull (Eckart Kleßmann)
  - Was war, was ist (Walter Helmut Fritz)
- Michael Krüger Bd. 12
  - Die Enten (Herbert Heckmann)
  - Die Reise nach Jerusalem (Eva Zeller)
- Johannes Kühn Bd. 11
  - Zeitung am Kaffeetisch (Ludwig Harig)
- Der von Kürenberg Bd. 1
  - Ich stuont mir nehtint späte (Joachim Bumke)
  - Ich zoch mir einen valken (Peter Rühmkorf)
- Günter Kunert Bd. 11
  - Atlas (Walter Hinck)
  - Den Fischen (Helmut Lamprecht)
  - Ernst Balcke (Elisabeth Endres)
  - Fantasma (Joseph Anton Kruse)
  - Frist (Marcel Reich-Ranicki)
  - Im Norden (Reinhold Grimm)
  - Konjunktiver Doppelgänger (Fritz J. Raddatz)
  - Unterwegs nach Utopia I (Walter Hinderer)
  - Vision an der Oberbaumbrücke (Helmut Koopmann)
  - Vorortabend (Horst Bienek)
- Reiner Kunze Bd. 11
  - Bittgedanke, dir zu Füßen (Gabriele Wohmann)
  - Das kleine Auto (Werner Ross)
  - Erste Liebe (Gertrud Fussenegger)
  - Erster Brief der Tamara A. (Hans Mayer)
  - Fahrschüler für Lastkraftwagen (Hans Maier)
  - Hallstatt mit schwarzem Stift (Gertrud Fussenegger)
  - Literaturarchiv in M. (Gertrud Fussenegger)
  - Tagebuchblatt 74 (Volker Hage)
- Friedo Lampe Bd. 8
  - Sommer verglüht (Hans Christoph Buch)
- Horst Lange Bd. 9
  - Eine Geliebte aus Luft (Heinz Piontek)
- Elisabeth Langgässer Bd. 8
  - Daphne an der Sonnenwende (Günter Blocker)
  - Frühling 1946 (Horst Krüger)
  - Vorfrühlingswald (Joseph Anton Kruse)
  - Winterwende (Karl Krolow)
- Else Lasker-Schüler Bd. 5
  - Die Verscheuchte (Heinz Politzer)
  - Ein alter Tibetteppich (Horst Rüdiger)
  - Ein Liebeslied (Eckhard Heftrich)
  - Giselheer dem Tiger (Peter von Matt)
  - Hingabe (Friedrich Christian Delius)
  - In meinem Schoße (Rolf Schneider)
  - Jakob (Ruth Klüger)
  - Klein Sterbelied (Hans Christian Kosler)
  - Man muß so müde sein … (Christa Melchinger)
  - Mein blaues Klavier (Ruth Klüger)
  - Pharao und Joseph (Doris Runge)
- Christine Lavant Bd. 9
  - Der Mond kniet auf… (Michael Krüger)
  - Kreuzzertretung (Kerstin Hensel)
  - Seit heute, aber für immer (Hans Maier)
  - Wie gut (Barbara Frischmuth)
- Gertrud von Le Fort Bd. 6
  - Deutsches Leid (Walter Hinck)
- Wilhelm Lehmann Bd. 6
  - Amnestie (Wolfgang Koeppen/Hilde Domin)
  - Auf sommerlichem Friedhof (Günter Blocker)
  - In Solothurn (Hans Bender)
  - Mond im Januar (Hans Daiber)
  - Oberon (Siegfried Lenz)
- Hans Leip Bd. 7
  - Lili Marken (Rudolf Walter Leonhardt)
- Dieter Leisegang Bd. 12
  - Einsam und allein (Harald Hartung)
- Richard Leising Bd. 11
  - Der Sieg (Karl Mickel)
- Nikolaus Lenau Bd. 4
  - Die bezaubernde Stelle (Rolf Vollmann)
  - Die drei Zigeuner (Hans Mayer)
  - Einsamkeit (2) (Sibylle Wirsing)
- Hermann Lenz Bd. 9
  - Regen (Jochen Hieber)
- Jakob Michael Reinhold Lenz Bd. 3
  - An die Sonne (Gert Ueding)
  - Willkommen (Peter von Matt)
  - Wo bist du itzt? (Ludwig Harig)
- Alexander Lernet-Holenia Bd. 8
  - Die Bilder (Hilde Spiel)
  - Linos (Armin Ayren)
- Gotthold Ephraim Lessing Bd. 1
  - Die Sinngedichte an den Leser (Walter Jens)
  - Lied aus dem Spanischen (Peter von Matt)
  - Lob der Faulheit (Peter Horst Neumann)
  - Nix Bodenstrom (Walter Jens)
- Alfred Lichtenstein Bd. 7
  - Abschied (Reinhold Grimm)
  - Der Morgen (Peter Demetz)
  - Die Schlacht bei Saarburg (Ludwig Harig)
- Gebet vor der Schlacht (Wolfgang Leppmann)
  - Montag auf dem Kasernenhof (Wolfgang Koeppen)
- Detlev von Liliencron Bd. 5
  - Der Handkuß (Iring Fetscher)
  - Die Musik kommt (Petra Kipphoff)
  - Dorfkirche im Sommer (Benno von Wiese)
  - Einen Sommer lang (Wolfgang Leppmann)
  - Schöne Junitage (Christa Melchinger)
- Hermann Lingg Bd. 5
  - Das Krokodil (Jörg von Uthmann)
- Oskar Loerke Bd. 6
  - Ans Meer (Siegfried Unseld)
  - Grab des Dichters (Eckart Kleßmann)
  - Pansmusik (Eckart Kleßmann)
  - Timur und die Seherin (Uwe Pörksen)
  - Webstuhl (Rudolf Jürgen Bartsch)
  - Winterliches Vogelfüttern (Wolfgang Leppmann)
- Daniel Casper von Lohenstein Bd. 1
  - Aufschrift eines Labyrinths (Michael Krüger)
  - Umschrift eines Sarges (Wulf Segebrecht)
- Paula Ludwig Bd. 8
  - Nicht mehr mit Blumen (Ulrich Weinzierl)
- Martin Luther Bd. 1 
  - Da pacem (Eva Zeller)
  - Der XLVI. Psalm. Deus noster refugium et virtus (Walter Jens, Kurt Marti, Adolf Muschg, Peter Rühmkorf)
  - Ein lied von der Heiligen Christlichen Kirchen aus dem XII. capitel Apocalypsis (Walter Jens)
  - Mitten wyr ym leben sind (Ruprecht Wimmer)
- Rebecca Lutter Bd. 11
  - Mein Platz (Hans Joachim Schrimpf)
- Peter Maiwald Bd. 12
  - Grabinschrift (Wulf Segebrecht)
  - Himmelgeister Sonett (Wolfgang Brenneisen)
  - Letzte Stunde (Karl Krolow)
- Rainer Malkowski Bd. 11
  - Schöne seltene Weide (Elisabeth Borchers)
  - Stadtkirche am Vormittag (Godehard Schramm)
- Thomas Mann Bd. 6
  - Monolog (Hans Mayer)
- Alfred Margul-Sperber Bd. 8
  - Auf den Namen eines Vernichtungslagers (Peter Horst Neumann)
- Kurt Marti Bd. 10
  - großer gott klein (Walter Helmut Fritz)
- Friederike Mayröcker Bd. 10
  - an eine Mohnblume mitten in der Stadt (Peter von Matt)
  - schwarzer Titel (Ursula Krechel)
  - zugeschüttetes Gesicht (Hajo Steinert)
- Christoph Meckel Bd. 11
  - An wen auch immer ich mich wende (Harald Weinrich)
  - Es war der Atem im Schnee (Harald Hartung)
  - Gedicht für meinen Vater (Hilde Domin)
  - Geerntet der Kirschbaum, der Juni zu Ende (Gert Ueding)
  - Süße Person (Rolf Haufs)
- Selma Meerbaum-Eisinger Bd. 10
  - Spaziergang (Ulla Hahn)
- Walter Mehring Bd. 8
  - Denn: Aller Anfang ist schwer (Peter Rühmkorf)
- Ernst Meister Bd. 9
  - Gedenken V (Hans-Georg Gadamer)
  - Langsame Zeit (Walter Helmut Fritz)
  - Utopische Fahrt (Egon Schwarz)
  - Zu wem (Eva Zeller)
- Conrad Ferdinand Meyer Bd. 5
  - Auf dem Canal Grande (Helmut Koopmann)
  - Dämmergang (Peter von Matt)
  - Das Ende des Festes (Emil Staiger)
  - Der römische Brunnen (Hans-Ulrich Treichel)
  - Die tote Liebe (Elisabeth Endres)
  - Ein Pilgrim (Golo Mann)
  - Lethe (Dieter Borchmeyer)
  - Möwenflug (Ruth Klüger)
  - Nicola Pesce (Peter von Matt)
- Karl Mickel Bd. 11
  - Elegie (Günter Kunert)
  - Inferno XXXIV. (Rainer Kirsch)
  - Maischnee (Peter Maiwald)
- Eduard Mörike Bd. 4
  - Abschied (Hans Joachim Kreutzer)
  - An eine Äolsharfe (Siegfried Melchinger)
  - An einem Wintermorgen (Walter Hinderer)
  - Auf eine Christblume (Hanspeter Brode)
  - Auf eine Lampe (Wulf Segebrecht)
  - Auf einen Klavierspieler (Walter Helmut Fritz)
  - Auf einer Wanderung (Hans Mayer)
  - Das verlassene Mägdlein (Hermann Kesten)
  - Denk es, o Seele (Hans Christoph Buch)
  - Der Tambour (Hanspeter Brode)
  - Ein Irrsal kam (Renate Schostack)
  - Früh im Wagen (Barbara Stierle)
  - Gesang zu Zweien in der Nacht (Walter Hinck)
  - Maschinka (Reinhard Lauer)
  - Restauration (Herbert Heckmann)
  - Sommer-Refektorium (Hermann Burger)
  - Um Mitternacht (Heinz Politzer)
  - Verborgenheit (Hermann Burger)
  - Zu viel (Gertrud Fussenegger)
- Christian Morgenstern Bd. 6
  - Anto-logie (Egon Schwarz)
  - Aus stillen Fenstern (Günter Kunert)
  - Das ästhetische Wiesel (Jürgen Stenzel)
  - Das große Lalula (Jörg von Uthmann)
  - Das Huhn (Hanspeter Brode)
  - Das Knie (Alfred Brendel)
  - Der Traum der Magd (Eckart Kleßmann)
  - Der Werwolf (Wolfgang Werth)
  - Die Schwestern (Klaus Scholder)
  - Die unmögliche Tatsache (Gerhard Schulz)
  - Drei Hasen (Ludwig Harig)
  - Ein Lächeln irrt verflogen (Friedrich Torberg)
  - Fisches Nachtgesang (Hans Magnus Enzensberger)
  - Möwenlied (Nikolas Benckiser)
  - Palmström an eine Nachtigall, die ihn nicht schlafen ließ (Eckart Kleßmann)
  - Zäzilie (II) (Werner Ross)
- Fritz Mühlenweg Bd. 8
  - Sehnsucht (Hartmut von Hentig)
- Erich Mühsam Bd. 6
  - Der Revoluzzer (Gertrud Fussenegger)
- Heiner Müller Bd. 11
  - Herz der Finsternis nach Joseph Conrad (Joachim Sartorius)
  - Montaigne meets Tasso I (Uwe Wittstock)
  - Traumwald (Hans Christoph Buch)
- Wilhelm Müller Bd. 3
  - Der Lindenbaum (Jörg von Uthmann)
  - Der Wegweiser (Hartmut von Hentig)
  - Die Post (Joachim Kaiser)
  - Im Dorfe (Hans J. Fröhlich)
  - Mut (Jürgen Theobaldy)
  - Rückblick (Sibylle Wirsing)
  - Tränenregen (Dieter Borchmeyer)
- Börries Freiherr von Münchhausen Bd. 5
  - Die Hesped-Klage (Iring Fetscher)
- Johann Nestroy Bd. 4
  - Lied des Fabian (Walter Jens)
- Dagmar Nick Bd. 10
  - Hybris (Günter Kunert)
  - Treibjagd (Walter Hinck)
- Philipp Nicolai Bd. 1
  - Ein geistlich Braut-Lied (Eckart Kleßmann)
- Friedrich Nietzsche Bd. 5
  - Der Einsame (Werner Ross)
  - Der Freigeist (Gert Ueding)
  - Die Krähen schrei’n (Hermann Kurzke)
  - Die Sonne sinkt (Werner Ross)
  - Im Süden (Ludwig Harig)
  - Trost für Anfänger (Günter Kunert)
  - Venedig (Christa Melchinger)
- Helga M. Novak Bd. 11
  - bin zu alt (Eva Demski)
  - Tschechow nach Sachalin (Heinz Ludwig Arnold)
- Novalis Bd. 3
  - Alle Menschen seh ich leben (Eckhard Heftrich)
  - Ich sehe dich in tausend Bildern (Iring Fetscher)
  - Walzer (Ludwig Harig)
  - Wenn nicht mehr Zahlen und Figuren (Hans Maier)
- Christine Nöstlinger Bd. 11
  - Auszählreime (Ludwig Harig)
- Brigitte Oleschinski Bd. 12
  - Wie eng, wie leicht: ein Tankflügel (Hubert Winkels)
- Martin Opitz Bd. 1
  - An die Deutsche Nation (Wulf Segebrecht)
  - Das Fieberliedlin (Hanspeter Brode)
- Oswald von Wolkenstein Bd. 1
  - Durch Barbarei (Thomas Kling)
- Bert Papenfuss-Gorek Bd. 12
  - rasender schmerts weiterlachen (Friedrich Christian Delius)
- Oskar Pastior Bd. 10
  - Abendlied (Wolfgang Hildesheimer)
- Eckart Peterich Bd. 8
  - Sonette einer Griechin (XVII) (Nikolas Benckiser)
- Heinz Piontek Bd. 10
  - Schlittenromanze (Horst Bienek)
- August von Platen Bd. 4
  - Dies Land der Mühe (Horst Rüdiger)
  - Es liegt an eines Menschen Schmerz (Joachim C. Fest)
  - Lebensstimmung (Golo Mann)
  - Mein Auge ließ das hohe Meer zurücke (Hans-Ulrich Treichel)
  - Mein Herz ist zerrissen (Joseph Anton Kruse)
  - Tristan (Peter Wapnewski)
  - Wer wußte je das Leben? (Hans Christoph Buch/Benno von Wiese)
- Matthias Politycki Bd. 12
  - Tankwart, das Lied vom Volltanken singend (Uwe Wittstock)
- Reinhard Priessnitz Bd. 12
  - herbst (Barbara Frischmuth)
- Wilhelm Raabe Bd. 5
  - Des Menschen Hand (Walter Helmut Fritz)
- Ferdinand Raimund Bd. 3
  - Das Hobellied (Peter von Matt)
- Christa Reinig Bd. 10
  - Der enkel trinkt (Günter Kunert)
  - Die Prüfung des Lächlers (Horst Bienek)
  - Robinson (Peter Maiwald)
- Reinmar von Zweter Bd. 1
  - in miner äbentzit (Peter Wapnewski)
- Jürgen Rennert Bd. 12
  - Erschaffung des Golems (Günter Kunert)
- Rainer Maria Rilke Bd. 6
  - Abschied (Sibylle Wirsing)
  - An der sonngewohnten Straße (Eckart Kleßmann)
  - Archaischer Torso Apollos (Ulrich Karthaus)
  - Auferstehung (Hilde Spiel)
  - Blaue Hortensie (Rainer Gruenter)
  - Corrida (Hans-Ulrich Treichel)
  - Das Füllhorn (Kurt Klinger)
  - Das Karussell (Ulrich Weinzierl)
  - Der Abenteuerer I (Cyrus Atabay)
  - Der Knabe (Ulrich Greiner)
  - Der Panther (Wolfgang Leppmann)
  - Der Pavillon (Wolfgang Preisendanz)
  - Der Schwan (Hellmuth Karasek)
  - Der Wahnsinn (Peter Maiwald)
  - Die Brandstätte (Christoph Perels)
  - Die Flamingos (Wolfgang Leppmann)
  - Die Kurtisane (Egon Schwarz)
  - Du aber, Göttlicher (Werner Weber)
  - Früher Apollo (Gertrud Hohler)
  - Früher, wie oft (Jan Knopf)
  - Frühling ist wiedergekommen (Werner Ross)
  - Gebet für die Irren und Sträflinge (Wolfgang Koeppen)
  - Herbsttag (Rainer Kirsch)
  - Ich fürchte mich so (Walter Müller-Seidel)
  - Komm du, du letzter (Ralf Rothmann)
  - Liebes-Lied (Gertrud Hohler)
  - Magie (Günter Kunert)
  - Noch fast gleichgültig … (Eckart Kleßmann)
  - Römische Fontäne (Hans-Ulrich Treichel)
  - Rose, oh reiner Widerspruch (Wolfgang Leppmann)
  - Tränenkrüglein (Harald Hartung)
  - Wandelt sich rasch auch die Welt (Joachim Kaiser)
  - Wilder Rosenbusch (Ulrich Fülleborn)
- Joachim Ringelnatz Bd. 6
  - An der Alten Elster (Eckart Kleßmann)
  - An meinen längst verstorbenen Vater (Eckart Kleßmann)
  - Die neuen Fernen (Werner Ross)
  - Die Schnupftabaksdose (Wolfgang Brenneisen)
  - Ich habe dich so lieb (Peter Horst Neumann)
  - Kindersand (Wolfgang Werth)
  - Kniebeuge (Peter Rühmkorf)
  - Liedchen (Reinhard Lauer)
  - Logik (Ludwig Harig)
  - Neujahrsnachtfahrt (Eva Demski)
  - Sommerfrische (Ludwig Harig)
  - Vorm Brunnen in Wimpfen (Peter Rühmkorf)
- Thomas Rosenlöcher Bd. 12
  - Der Engel mit der Eisenbahnermütze (Alexander von Bormann)
  - Des Kreischens Brummbaß (Karl Mickel)
- Friederike Roth Bd. 12
  - Auf und nirgends an (Harald Hartung)
  - Mimosen (Ludwig Harig)
  - Wir beide (Harald Hartung)
- Ludwig Rubiner/Friedrich Eisenlohr/Livingstone Hahn Bd. 6
  - Gold (Robert Gernhardt)
- Friedrich Rückert Bd. 3
  - Amaryllis (Wolfgang Koeppen)
  - Das vierzigste Ghasel (Golo Mann)
  - Die Liebe sprach (Ulla Hahn)
  - Ich bin der Welt abhanden gekommen (Ulrich Karthaus)
  - Kehr ein bei mir! (Renate Schostack)
  - Lob des Abendrotes (Rolf Vollmann)
  - Nach Dschelaleddin Rumi (Golo Mann)
  - Über alle Gräber (Gabriele Wohmann)
  - Was schmiedst du, Schmied? (Albrecht Goes)
- Peter Rühmkorf Bd. 11
  - Ans Glück verzettelt (Gert Ueding)
  - Auf eine Weise des Joseph Freiherrn von Eichendorff (Walter Hinck)
  - Auf was nur einmal ist (Walter Busse)
  - Bleib erschütterbar und widersteh (Albert von Schirnding)
  - De mortuis oder: üble Nachrede (Harald Weinrich)
  - Heinrich-Heine-Gedenk-Lied (Rolf Schneider)
  - Hochseil (Heinz Ludwig Arnold)
  - So müde, matt, kapude (Joseph Anton Kruse)
- Doris Runge Bd. 12
  - fliegen (Wulf Segebrecht)
  - ich (Eckhard Heftrich)
  - ikarus (Rudolf Walter Leonhardt)
  - mit blick auf den kölner dom (Ulla Hahn)
  - Venedig (Matthias Hermann)
- Ferdinand von Saar Bd. 5
  - Herbst (Helmuth Nürnberger)
- Nelly Sachs Bd. 7
  - Gebet für den toten Bräutigam (Gerhard Schulz)
  - Völker der Erde (Hilde Domin)
  - Weiß im Krankenhauspark (Ruth Klüger)
  - Wenn nicht dein Brunnen (Doris Runge)
  - Wer aber leerte den Sand aus euren Schuhen? (Rolf Schneider)
- Hans Sahl Bd. 9
  - Charterflug in die Vergangenheit (Walter Hinck)
  - Strophen (Horst Krüger)
- Friedrich von Schiller Bd. 3
  - Das Mädchen aus der Fremde (Gert Ueding)
  - Das Mädchen von Orleans (Benno von Wiese)
  - Der Antritt des neuen Jahrhunderts. An *** (Gerhard Schulz)
  - Der Pilgrim (Helmut Koopmann)
  - Der Tanz (Werner Ross)
  - Die Teilung der Erde (Peter von Matt)
  - Die Worte des Wahns (Walter Hinderer)
  - Dithyrambe (Wolfgang Koeppen)
  - Laura am Klavier (Stefana Sabin)
  - Nänie (Joachim C. Fest)
  - Punschlied (Peter von Matt)
  - Spruch des Confucius (Eckhard Heftrich)
  - Untertänigstes Pro Memoria (Ruth Klüger)
- Robert Schindel Bd. 12
  - Kältelied (Klara Obermüller)
  - Leopoldstädter Tanzlied (Walter Hinderer)
  - Vineta I (Volker Kaukoreit)
- Albert von Schirnding Bd. 11
  - Bitte um Heimsuchung (Wolfdietrich Rasch)
- Georg Philipp Schmidt Bd. 3
  - Der Wanderer (Friedrich Dieckmann)
- Max Schneckenburger Bd. 5
  - Die Wacht am Rhein (Jörg von Uthmann)
- Arthur Schnitzler Bd. 5
  - Fliessen die Tränen (Ulrich Weinzierl)
- Arthur Schopenhauer Bd. 3
  - Auf die Sixtinische Madonna (Hans Maier)
- Rudolf Alexander Schröder Bd. 6
  - Nur mit meines Fingernagels Rande (Karl Korn)
  - Vom Glück der Untröstlichkeit (Werner Fuld)
- Christian Friedrich Daniel Schubart Bd. 1
  - Der Kupferstecher nach der Mode (Peter Härtling)
- Franz Schubert Bd. 4
  - Klage an das Volk (Friedrich Dieckmann)
- Friedrich Schult Bd. 7
  - Du bist ein anhangloser Mann (Cyrus Atabay)
- Sibylla Schwarz Bd. 1
  - Ist Lieb ein Feur (Wulf Segebrecht)
  - Liebe schont der Goetter nicht (Walter Hinck)
- Kurt Schwitters Bd. 7
  - An Anna Blume (Rudolf Augstein)
  - Basel (Gerhard Schaub)
  - Der Zigarette Ende (Klaus Siblewski)
  - Die Nixe. Ballade (Karl Riha)
  - Frühe rundet Regen blau (Peter Demetz)
- Ina Seidel Bd. 6
  - Trost (Peter Wapnewski)
- Werner Söllner Bd. 12
  - Liebende (Jochen Hieber)
  - Was bleibt (Günter Kunert)
- Friedrich Spee von Langenfeld Bd. 1
  - Ermahnung zur Buße (Hermann Kurzke)
  - Ein kurz poetisch Christgedicht vom Ochs und Eselein bei der Krippen (Iring Fetscher)
  - Zu Bethlehem geboren (Jürgen Busche)
- Ernst Stadler Bd. 6
  - Anrede (Barbara Frischmuth)
  - Der Spruch (Michael Krüger)
  - Fahrt über die Kölner Rheinbrücke bei Nacht (Werner Ross)
  - Gratia divinae pietatis adesto Savinae de petra dura perquam sum facta figura (Karl Ludwig Schneider)
  - Judenviertel in London (Hans Christoph Buch)
- Franz Baermann Steiner Bd. 9
  - Elefantenfang (Michael Hamburger)
- Theodor Storm Bd. 4
  - Abends (Karl Krolow)
  - Begegnung (Doris Runge)
  - Hyazinthen (Hans Bender)
  - Lied des Harfenmädchens (Marcel Reich-Ranicki)
  - Meeresstrand (Gerhard Kaiser)
  - Tiefe Schatten (Gerd Eversberg)
  - Über die Heide (Helmuth Nürnberger)
- August Stramm Bd. 6
  - Patrouille (Jan Knopf)
- Ludwig Strauss Bd. 7
  - An die Bucht (Bernd Witte)
- Eva Strittmatter Bd. 11
  - Der Amsel (Stefana Sabin)
- Süsskind von Trimberg Bd. 1
  - Wähebüf und Nichtenvint (Peter Wapnewski)
- Jürgen Theobaldy Bd. 12 
  - Abenteuer mit Dichtung (Wulf Segebrecht)
  - Ein Amtsschreiber erwacht (Hans Christoph Buch)
  - Weiche Körper (Karl Krolow)
- Jesse Thoor Bd. 9
  - Adventrede (Elisabeth Borchers)
  - In einem Haus (Siegfried Unseld)
- Ludwig Tieck Bd. 3
  - Der Überlästige (Lutz Hagestedt)
  - Die Musik spricht (Gerd Ueding)
- Ernst Toller Bd. 7
  - Gemeinsame Haft (Thomas Rietzschel)
- Friedrich Torberg Bd. 9
  - Sehnsucht nach Alt-Aussee (Ulrich Weinzierl)
- Georg Trakl Bd. 7 
  - Abend in Lans (Karl Krolow)
  - De profundis (Erich Fried)
  - Der Herbst des Einsamen (Walter Hinck)
  - Die Kirche (Eckart Kleßmann)
  - Die schöne Stadt (Geno Hartlaub)
  - Grodek (Rolf Schneider)
  - Im Herbst (Hans Joachim Schrimpf)
  - Im Osten (Günter Kunert)
  - Im Park (Werner Ross)
  - In den Nachmittag geflüstert (Hans-Ulrich Treichel)
  - Trompeten (Rainer Malkowski)
  - Verklärung (Gertrud Fussenegger)
  - Vorstadt im Föhn (Barbara Frischmuth)
- Hans-Ulrich Treichel Bd. 12
  - Von großen Dingen (Lothar Schöne)
- Kurt Tucholsky Bd. 7
  - An das Baby (Benno von Wiese)
  - Danach (Marcel Reich-Ranicki)
  - Malwine (Sibylle Wirsing)
  - Park Monceau (Reinhold Grimm)
  - Rheinsberg (Beate Pinkerneil)
  - Schepplin (Hellmuth Karasek)
- Ludwig Uhland Bd. 3
  - Der gute Kamerad (Peter Horst Neumann)
  - Fräuleins Wache (Peter von Matt)
  - Frühlingslied des Rezensenten (Hans Mayer)
  - In ein Stammbuch (Renate Schostack)
  - Neujahrs wünsch 1817 (Günter Kunert)
- Regina Ullmann Bd. 6
  - Alles ist sein … (Peter von Matt)
- Guntram Vesper Bd. 12
  - Die Gewohnheit zu zittern (Gert Ueding)
  - Tagebuch Anfang Februar (Peter Horst Neumann)
- Claude Vigee Bd. 10
  - Winterweiden (Christa Melchinger)
- Johann Heinrich Voss Bd. 3
  - Die Kartoffelernte (Wolfgang Werth)
- Georg von der Vring Bd. 7
  - Cap de Bonne-Esperance (Heinz Piontek)
  - Kavaliershaus (Albert von Schirnding)
  - Wieskirche (Eckart Kleßmann)
- Wilhelm Heinrich Wackenroder Bd. 3
  - Siehe wie ich trostlos weine (Hans Rudolf Vaget)
- Christian Wagner Bd. 5
  - Im Garten des Albergo del Sole (Eckart Kleßmann)
  - Ostersamstag (Peter Härtling)
  - Spätes Erwachen (Walter Helmut Fritz)
- Richard Wagner Bd. 4
  - Ein rundes, ein schönes Gedicht (Marcel Reich-Ranicki)
- Robert Walser Bd. 6 
  - Die Reiterin (Werner Weber)
  - Die schöne Frau von Thun (Wolfgang Rothe)
  - Mikrogramm III (Arnim Ayren)
  - Und ging (Siegfried Unseld)
  - Was fiel mir ein? (Peter von Matt)
- Silja Walter Bd. 9
  - Tänzerin (Peter von Matt)
- Walther von der Vogelweide Bd. 1
  - Ich hän min lehen (Wolfgang Werth)
  - In einem zwivellichen wän (Hans Christoph Buch)
  - Mir hat her Gerhart Atze (Joachim Bumke)
  - Müeste ich noch geleben daz ich die rosen (Peter Wapnewski)
  - Under der linden (Marcel Reich-Ranicki)
  - Vil wol gelobter got (Peter Wapnewski)
- Frank Wedekind Bd. 5
  - Der Tantenmörder (Wulf Segebrecht)
  - Xanthippe (Georg Wöhrle)
- Josef Weinheber Bd. 7
  - Ich liebe den Tod (Ulrich Weinzierl)
- Konrad Weiss Bd. 6
  - Propria Peregrina (Friedhelm Kemp)
- Franz Werfel Bd. 7
  - Das Bleibende (Reinhold Grimm)
  - Der Dirigent (Ulrich Weinzierl)
  - Der schöne strahlende Mensch (Eckart Kleßmann)
  - Katharina (Peter Demetz)
  - Morgenhymnus (Heinz Politzer)
  - Traumstadt eines Emigranten (Kurt Klinger)
  - Unser aller Kinderfrau (Karla Schneider)
  - Vater und Sohn (Albert von Schirnding)
- Mathilde Wesendonk Bd. 5
  - Im Treibhaus (H. H. Stuckenschmidt)
- Wolfgang Weyrauch Bd. 9
  - Aber wie (Gert Ueding)
- Peter Will Bd. 12
  - Wetterfahnen (Reinhold Grimm)
- Marianne von Willemer Bd. 3
  - Ach um deine feuchten Schwingen (Christoph Perels)
  - Suleika (Eva Demski)
- Georg Winter Bd. 12
  - Das Faultier oder Die Geschichte zur hakenförmigen Kralle (Benno von Wiese)
- Ror Wolf Bd. 11
  - Aus dem Norden (Hans Christian Kosler)
  - der vater spricht von dem franzos (Hubert Spiegel)
  - Rammer & Brecher. 3. Sonett (Karl Riha)
- Alfred Wolfenstein Bd. 6
  - Tiger (Günter Kunert)
- Wolfram von Eschenbach Bd. 1
  - Den morgenblic bi wahtsers sänge erkös (Peter Wapnewski)
- Karl Wolfskehl Bd. 5
  - Von umflorten Berges Kimme (Gerhard Schulz)
- Wolf Wondratschek Bd. 12
  - Adam jr. (Lothar Schöne)
  - In den Autos (Peter Rühmkorf)
  - Lied von der Liebe (Wolfgang Brenneisen)
- Peter Paul Zahl Bd. 12
  - mittel der obrigkeit (Erich Fried)
- Eva Zeller Bd. 10
  - Das Kind in dem ich stak (Egon Schwarz)
  - Zu guter Letzt (Gerhard Schulz)
- Guido Zernatto Bd. 9
  - Dieser Wind der fremden Kontinente (Hans Bender)
- Albin Zollinger Bd. 8
  - Stille des Herbstes (Adolf Muschg)
- Stefan Zweig Bd. 6
  - Der Sechzigjährige dankt (Ulrich Weinzierl/Matthias Wegner)
- Unbekannter Dichter Bd. 1
  - Der glückliche Jäger (Eckart Kleßmann)
  - Dü bist min (Peter Wapnewski)
  - Es ist ein Ros entsprungen (Hermann Kurzke)
  - Mich dunket… (Peter Wapnewski)
  - Verschneiter Weg (Wolfgang Koeppen)
  - Willst du dein Herz mir schenken (Frank Trommler)
  - Zweiter Merseburger Zauberspruch (Ruth Klüger)
- Unbekannter Dichter/Aus des Knaben Wunderhorn Bd. 4
  - Das bucklichte Männlein (Heinz Politzer)
  - Die Judentochter (Gerhard Schulz)
  - Erntelied (Hermann Kurzke)
  - Rewelge (Eckart Kleßmann)
  - Wie kommt es, daß du traurig bist? (Brigitte Kronauer)
- Unbekannter Dichter Bd. 4
  - Kein Feuer, keine Kohle (Ulla Hahn)